# Medarbejdende ægtefælle
Medarbejdende ægtefælle (eller i ældre tider om kvinde: medhjælpende hustru) er en skatteteknisk betegnelse for en ægtefælle som deltager i den anden ægtefælles virksomhed.
I Danmark er der regler for hvordan erhvervsvirksomheder der drives af ægtefæller beskattes. Som udgangspunkt beskattes den ægtefælle der i overvejende grad driver virksomheden, men reglerne rummer mulighed for at fordele en del af overskuddet til den medarbejdende ægtefælle.